# Caius Licinius Macer Calvus
Pour les articles homonymes, voir Licinius Calvus et Macer.
Caius Licinius Macer Calvus est un orateur romain, du Ier siècle av. J.-C.

## Biographie
Licinius est né selon Pline l'Ancien sous le consulat de C. Marius et de Cn. Carbon, consuls pour la troisième fois, le 5 des calendes de juin, soit le 28 Mai 82 av. J.-C..
Il est le fils de l'annaliste Caius Licinius Macer (de la gens Licinia), ancien préteur, qui s'étrangla au moment où il allait être condamné pour concussion (66 av. J.-C.). Il se distingue de bonne heure comme avocat, en même temps que Cicéron. 
Il est à son époque un des adeptes de l'atticisme, forme d'éloquence inspirée des orateurs grecs d'Attique, plus particulièrement de Lysias, et qui prône la clarté et le dépouillement dans l'expression voire une certaine sécheresse. En cela, son style s'oppose radicalement de celui de Cicéron.
À l'éloquence il joignait un grand talent pour la poésie et fut l'ami de Catulle. Il avait composé des élégies, une entre autres sur la mort de Quintilia, sa maîtresse, et une pièce satirique contre César. On a de lui quelques fragments, dans le Corpus poetarum, de Michael Maittaire.